# Janusz Kluge
Janusz Kluge (ur. 29 stycznia 1968) – polski piłkarz występujący na pozycji obrońcy, trener piłkarski.

## Kariera
W latach 1980–1983 grał w juniorach Slavii Ruda Śląska. Od 1983 do 1986 roku był piłkarzem Gwarka Zabrze, a następnie – Pogoni Zabrze. W 1988 roku został piłkarzem Szombierek Bytom. W barwach tego klubu zadebiutował w I lidze, co miało miejsce 6 listopada 1988 roku w przegranym 1:3 meczu ze Stalą Mielec. Podczas występów w Szombierkach rozegrał ogółem 45 spotkań w I lidze. W bytomskim klubie grał do 1997 roku. Następnie został reprezentantem Slavii Ruda Śląska, gdzie w 1999 roku zakończył karierę zawodniczą.
Jeszcze w okresie gry w Szombierkach – od 1991 roku – był trenerem juniorów klubu. W latach 2002–2010 trenował natomiast juniorów Slavii Ruda Śląska. W latach 2004–2005 był trenerem piłkarzy Cyklona Rogoźnik. Następnie pełnił funkcję trenera w Orkanie Dąbrówka Wielka oraz rezerwach i pierwszej drużynie Slavii Ruda Śląska. W latach 2012–2013 był trenerem juniorów i rezerw Szombierek Bytom, zdobywając z juniorami starszymi mistrzostwo podokręgu Bytom. W 2013 roku został zatrudniony na stanowisku trenera Śląska Świętochłowice, z którym w sezonie 2015/2016 wywalczył awans do klasy okręgowej, zaś w sezonie 2016/17 jako beniaminek awansował do IV ligi.

## Statystyki ligowe
| Sezon     | Klub             | Liga    | Mecze | Gole |
| --------- | ---------------- | ------- | ----- | ---- |
| 1988/1989 | Szombierki Bytom | I liga  | 12    | 0    |
| 1989/1990 | Szombierki Bytom | II liga | 36    | 0    |
| 1990/1991 | Szombierki Bytom | II liga | 36    | 0    |
| 1991/1992 | Szombierki Bytom | II liga | 27    | 4    |
| 1992/1993 | Szombierki Bytom | I liga  | 33    | 1    |
| 1993/1994 | Szombierki Bytom | II liga | 23    | 1    |
| 1994/1995 | Szombierki Bytom | II liga | 33    | 1    |
| 1995/1996 | Szombierki Bytom | II liga | 31    | 2    |
| 1996/1997 | Szombierki Bytom | II liga | 31    | 0    |